# Rohr im Burgenland
Rohr im Burgenland (en húngaro: Nád) es una ciudad localizada en el Distrito de Güssing, estado de Burgenland, Austria.
- Datos: Q663343
- Multimedia: Rohr im Burgenland / Q663343

1. ↑  Worldpostalcodes.org, código postal n.º 7551.